# Караїчне (Сватівський район)
Караї́чне — село в Україні, у Троїцькій селищній громаді Сватівського району Луганської області. Населення становить 154 особи. Орган місцевого самоврядування — Яминська сільська рада.

## Населення

### Мова
Розподіл населення за рідною мовою за даними перепису 2001 року:
| Мова            | Кількість | Відсоток |
| --------------- | --------- | -------- |
| російська       | 116       | 75.32%   |
| українська      | 37        | 24.03%   |
| інші/не вказали | 1         | 0.65%    |
| Усього          | 154       | 100%     |